# Демирджи, Сулейман Этэмович
Сулейман (Сергей) Этемович Демирджи (10 февраля 1940 года, Чалкар, Актюбинская область, Казахская ССР, СССР) — советский футболист, тренер.

## Карьера
В детстве помимо футбола занимался боксом и хоккеем с мячом. Футболом серьезно увлекся в армии — в Туркестанском военном округе. Благодаря удачным выступлениям попал в дубль с московского ЦСКА. В 1962 году провел за «Пахтакор» один матч в классе «А». Позднее выступал за ряд клубов класса «Б». По среднему показателю непробиваемости и «сухим» матчам Демирджи считался одним из лучших вратарей Сибири 1960-х годов.
После окончания карьеры стал тренером. Некоторое время Сергей Демирджи работал с красноярским «Автомобилистом». Позднее создал команду «Ангара» (Богучаны). Состав команды был разнообразным — по словам Демерджи, он «собирал её по крупицам: из Красноярска приезжали, из других территорий, местные охотно стали заниматься». Под его руководством команда неоднократно побеждал в первенствах Красноярского края. В 1992 году клуб участвовал во Второй лиге российского первенства.

## Семья
Дети Сулеймана Демирджи — Артем (р. 1960) и Сергей (р. 1971) — также занимались футболом. Под руководством отца они выступали за «Ангару». Внук - Дмитрий, хоккеист с мячом, погиб в боях на Украине в апреле 2022 года.